# Соловьёв, Юрий Геннадьевич
Юрий Геннадьевич Соловьёв (31 января 1944, Ленинград, СССР) — советский футболист, полузащитник, нападающий.

## Биография
Школьником побеждал в Ленинграде на районных и городских соревнованиях по конькам, баскетболу, волейболу, футболу. В составе сборной Ленинграда участник Спартакиады школьников СССР в 1961 году, в 1962 — играл в юношеской сборной СССР. Воспитанник СЕ «Большевик», тренеры Б. Я. Левин-Коган, Б. С. Орешкин. C мая 1961 стал привлекаться в дубль «Зенита», в 1963 дебютировал в чемпионате. После конфликта на весеннем сборе с тренером Фальяном перешёл в ленинградское «Динамо», в котором играл до 1973 года.
В 1977 окончил ГОЛИФК имени П. Ф. Лесгафта. Работал в ленинградских школах «Динамо» (1973—1976) и МСДЮШОР «Зенит» (1973—2001). На конец 2013 года — старший тренер ГУ ДОД СДЮШОР «Зенит».